# 西李村乡
西李村乡，是中华人民共和国河南省三門峽市陕州区下辖的一个乡镇级行政单位。

## 行政区划
西李村乡下辖以下地区：
李村、陡沟村、白埠村、杨岭村、陈家庄村、岳庄村、高沟村、魏家窑村、下张村、张沟村、寨上村、吴家坑村、原村、古店村、岩里村、访礼村、上断村、南岩村、龙脖村、塔罗村、王彦村、泉沟村、王营村、元上村、河洼村、柳沟村和唐家沟村。